# 心臟驟停
心脏骤停（cardiac arrest）又称心搏骤停，是由各种原因导致的心脏突然不收缩或无效收缩，以致体循环衰竭、大动脉搏动消失、意识丧失、呼吸快而表浅并迅即转为停止，心电图表现为室颤或停搏的状态。
另一近似术语心电静止（asystole）或称心脏停搏，是心室肌没有能测到的心电活动（cardiac flatline），因此心室处于完全静止状态，并丧失收缩舒张功能；而心房或可有电活动。因此，心电静止属于一种心脏骤停。
心脏骤停是一種醫療緊急情況，如果不立即接受醫療處置，將在幾分鐘內導致心源性猝死（sudden cardiac death）。

## 症状
心脏骤停症狀包含喪失意識、呼吸異常或中止，有些患者在心搏驟止前還會胸痛、呼吸困難，以及恶心等症狀。心搏停止後若無獲得治療，一般會在數分鐘內死亡。

## 病因与诊断
最常造成心搏驟止的原因是冠心病，其他較少見的原因包含大出血、缺氧、血鉀極低、心臟衰竭，以及過度運動。有些遺傳疾病如長QT症也會增加心搏驟停的風險，在心搏驟停之前，最常先觀察到有心室顫動的現象。確診方法為無心搏值得注意的是，心肌梗塞可能導致心搏停止，但這兩者並不相同。

## 预防与治疗
預防方法包含運動、不抽菸，以及維持體重在理想的範圍內。治療方法為立即進行心肺復甦術。若為可除颤心律（shockable rhythm），則進行去顫。植入型心臟去顫器也能減少日後復發致死的危險。

## 预后
患者经过心肺复苏，自主循环恢复（return of spontaneous circulation，ROSC）后，脑损伤是死亡的主要原因，因此自主循环恢复后脑保护是治疗的重点和难点。由于心脏骤停后，脑损伤的程度与体温及环境温度成正相关，温度越低则代谢越慢，脑组织坏死越慢，因此抢救时或抢救后应设法降低体温或环温。
目標體溫管理（targeted temperature management，TTM）是应用物理和（或）化学方法将核心体温快速降到目标温度，维持一定时间后缓慢升温至正常生理体温的过程，其目的是修复或减轻由血液灌注不足导致的组织损伤，可有助於改善预后。

## 流行病学
在美國，醫院之外心臟驟停的發生率約為每年萬分之13（32萬6000例），院內心臟停止人數則約20萬9000例。心臟驟停的機會隨年齡增加，其中男性較女性為多，存活比例約為8%，且許多人留有明顯後遺症。許多美國電視劇播報心搏停止的存活率67%，這是不正確的。